# Centro Nacional de Prevención de Desastres
En México, el Centro Nacional de Prevención de Desastres (CENAPRED) es un órgano administrativo desconcentrado, subordinado a la Secretaría de Gobernación. Se creó el 20 de septiembre de 1988, para entender los fenómenos naturales o antropogénicos, conocer las causas que los generan y desarrollar técnicas para reducir los riesgos. Todo ello a partir de las consecuencias catastróficas del sismo del 19 de septiembre de 1985, que tuvo una magnitud de 8.1 en la escala Richter.

## Objetivos
Además de su historia que testimonia de los diversos desastres que enfrentó, se suman factores vinculados con el «escaso ordenamiento urbano, bajos índices de desarrollo humano y una incipiente cultura de protección civil». Esto permite explicar la vulnerabilidad del país y la necesidad de enfrentarla.

«con estrategias más eficaces que permitan gestionar integralmente el riesgo de desastres».

Define su misión en estos términos: «Prevenir, alertar y fomentar la cultura de autoprotección para reducir el riesgo de la población ante fenómenos naturales y antropogénicos que amenacen sus vidas, bienes y entorno, a través de la investigación, monitoreo, capacitación y difusión». Tiene como objetivo general «crear, gestionar y promover políticas públicas para la prevención de desastres y reducción de riesgos a través de la investigación, el desarrollo, aplicación y coordinación de tecnologías; así como impulsar la educación, la capacitación y la difusión de una cultura preventiva y de autoprotección para la población ante la posibilidad de un desastre».

## Antecedentes
Según José Guadalupe Estrada Díaz, «la historia de la prevención de desastres en México está marcada por la ocurrencia de un evento catastrófico: el sismo de 1985 que afectó principalmente a la Ciudad de México». Este sismo dio a ver “la ausencia de una organización institucional de la prevención y mitigación de desastres”. A pesar de que la Ciudad de México conocía la “vulnerabilidad de su emplazamiento (exposición a riesgo sísmico y de inundaciones), la prevención de desastres no entra a la agenda política hasta que ocurre esta catástrofe y hace evidente la necesidad urgente de desarrollar una política de prevención de desastres y protección civil”.
Debido a las consecuencias catastróficas del sismo de 1985, se desarrollaron en México iniciativas para crear una institución que estudiara los aspectos técnicos de la prevención de desastres. Mientras el Gobierno Federal emprendía la tarea del establecimiento del Sistema Nacional de Protección Civil (Sinaproc), el Gobierno de Japón ofrecía su apoyo para mejorar los conocimientos existentes en relación con la prevención de desastres sísmicos. Al final, la Universidad Nacional Autónoma de México (UNAM) decidió «impulsar a su personal académico de alto nivel para que se dedicara a actividades de investigación y desarrollo en prevención de desastres sísmicos».
De estas tres iniciativas resultó la creación, el 20 de septiembre de 1988, del Centro Nacional de Prevención de Desastres (Cenapred). El apoyo económico y técnico del Japón permitió la construcción de las instalaciones del Centro. La UNAM aportó el terreno y proporciona personal académico y técnico especializado. La Secretaria de Gobernación provee los recursos para su operación. Se inauguraron las instalaciones el 11 de mayo de 1990. El Cenapred es un «órgano administrativo desconcentrado, jerárquicamente subordinado a la Secretaria de Gobernación». Gabriela Estrada Díaz lo califica como «la muy útil rama de investigación y difusión del sistema».

## SINAPROC y CENAPRED
El Sistema Nacional de Protección Civil (SINAPROC) se creó en mayo de 1986 pero en realidad funcionaba «sin un marco jurídico que lo sostuviera hasta que en el año 2000 se aprueba la Ley General de Protección Civil». Antes del 2000, funcionaba «a partir de una serie de decretos especiales del poder ejecutivo federal, al igual que estructuras como el Centro Nacional de Prevención de Desastres (CENAPRED), el Consejo Nacional de Protección de Desastres e incluso el Programa de Protección Civil o el Fondo de Desastres Naturales (FONDEN)».
La Ley General de Protección Civil amplía el ámbito de acción del CENAPRED y le confiere competencias para «crear, gestionar, promover y evaluar políticas públicas para la reducción de riesgos, conducir la Escuela Nacional de Protección Civil, coordinar sistemas de información sobre riesgos y sistemas de alerta e impulsar una cultura nacional en materia de protección civil».[cita requerida]

## Información general
El CENAPRED organiza visitas guiadas abiertas al público interesado «para conocer las instalaciones, actividades y laboratorios especializados con los que cuenta para la detección oportuna de riesgos, ya que por sus características, son únicos en América Latina». Las visitas están dirigidas a los siguientes grupos:
- Escolares de todos niveles
- Privados y de la Administración Pública Federal, Estatal o Municipal
- Otros grupos interesados en la prevención de desastres

Para ver los requisitos, se debe consultar la página web del CENAPRED, en la sección Servicios, Visitas guiadas, Requisitos.
El CENAPRED cuenta con una biblioteca, la cual es la encargada de resguardar la memoria documental de las publicaciones que el Centro genera sobre la cultura de la autoprotección, la protección civil y la gestión del riesgo de desastres. Además organiza, conserva y desmina información que integra de otras instituciones en materia de prevención y atención de desastres. Por su actual acervo documental se la considera como única en México ya que cuenta con más de 10 mil títulos sobre la temática. 
En las secciones de su página web, se puede consultar el Monitoreo Volcánico, el cual incluye la información del volcán Popocatépetl pero también la del volcán de Colima, así como reportes hidrometeorológico, volcánico, sísmico y registros acelerográficos.  